# مدل فرگشتی دی‌ان‌ای
تعدادی زنجیره مارکوف مختلف در مدل فرگشتی دی‌ان‌ای(به انگلیسی: Models of DNA evolution) مطرح شده است. این مدل‌های تعویضی به توضیح نوکلئوتیدهای جایگزین شده در فرگشت زیستی یک موجود زنده می‌پردازند.